# حمض الميتريزويك
حمض الميتريزويك (بالإنجليزية: Metrizoic acid)‏ هو جُزيء يُستخدم مادة تباين. من المُمكن أن يَتسبب في استجابة تحسسية كونه من المواد عالية الأسمولية.